# Свирков, Юрий Геннадьевич
Юрий Генна́дьевич Свирков (20 января 1968, Бобруйск, Белорусская ССР, СССР) — советский и белорусский футболист, вратарь. Мастер спорта.
Старший брат Андрея Свиркова.

## Карьера игрока
Выступал на позиции вратаря за ряд белорусских клубов. Становился чемпионом и обладателем кубка страны. Неоднократно призывался в сборную страны, но провёл за неё только один матч. В 1996 году он вышел на замену в товарищеской игре против сборной Литвы. Кроме того, футболист вызывался в юношеские сборные СССР. В 2000 году, выступая за светлогорский «Химик», Свирков отметился забитым голом.

### Тренера
Закончив карьеру футболиста, начал работать с вратарями в белорусских командах. Позднее вместе с Анатолием Юревичем перебрался в запорожский «Металлург». В составе научной группы «Металлурга», разрабатывал новейшую методику подготовки профессиональных футболистов (2005—2008 гг.).
В 2006 году, после прохождения стажировки, вошёл в тренерский штаб клуба российской Премьер-Лиги «Спартак-Нальчик». В нём Свирков ассистировал Юрию Красножану, а также занимался подготовкой молодёжи. В 2009 году специалист приступил к самостоятельной работе. Он возглавлял клубы Второго дивизиона «Машук-КМВ», «Зеленоград», а также эстонский «Нарвой-Транс». Несколько месяцев тренер проработал с молодёжным составом «Терека».
С 2012 года по 2017 год занимал пост технического директора Федерация футбола Казахстана, курировал создание футбольного центра карагандинского «Шахтера».
В конце декабря 2017 года возглавил ровенский «Верес». В феврале 2019 года стал тренером ПФК «Инкомспорт» (клуб Премьер-лиги КФС), однако в апреле того же года после трёх поражений подряд покинул команду.

## Достижения
- Чемпион Беларуси (1):  1996
- Серебряный призёр чемпионата Беларуси (2): 1995, 1997
- Обладатель Кубка Беларуси: 1992/93